# Рат и мир
Рат и мир (рус. Война и мир) је роман Лава Николајевича Толстоја, чувен по својој обимности, који је прво издат у Руском веснику (рус. Русский вестник) у раздобљу између 1865. и 1869. године, у ком се описује руско друштво током Наполеонове ере. Обично се карактерише као једно од два Толстојева најважнија ремек-дела (поред Ане Карењине), као и један од најбољих светских романа.
Рат и мир је понудио свежу фикцију, са огромним бројем ликова у заплету који није покривао ништа мање теме од оних у наслову, као и теме попут младости, брака, љубави, година, живота и смрти. Иако се данас сматра за роман, у то време је оборио толико велики број убеђења о томе како роман треба да изгледа да га многи критичари из тог времена уопште и нису тако посматрали. И сам Толстој је сматрао Ану Карењину, написану десетак година касније, као свој први роман, у европском смислу.

## Наслов
Руске речи за „мир“ (од пре 1918. - миръ) и „свет“ (од пре 1918. - мiръ, што подразумева и „друштво") су хомоними, и након реформе руског језика 1918. године су се писале идентично, што је довело до урбане легенде у Совјетском Савезу да је оригинални наслов дела заправо „Рат и свет" или „Рат и друштво". Међутим, сам Толстој је превео наслов на француски као La Guerre et la Paix, што је требало да разреши дилему. Међутим, збуњеност је трајала, па је дошло дотле да је у популарном руском квизу Что? Где? Когда? као тачан одговор на питање у вези са делом призната варијанта „друштво“, на основу штампарске грешке из 1913. Емисија је репризирана 2000. године, што је поново пробудило „легенду“. Могућу збрку је изазвала и песма Владимира Мајаковског Война и міръ, која је преведена као „Рат и друштво“, а иначе је у потпуности невезана за роман.
"Рат и мир“ је такође био и наслов политичког дела француског анархисте Пјера Жозефа Прудона, а чињенице да је и Толстој био ватрени анархиста, и да је поменуто дело из 1864., годину дана пре изласка романа, довело је до спекулација да је овај анархистички манифест на неки начин инспирисао писање једног од највећих романа у историји.
Такође, на самом почетку, 1865., док је постојао само први део, звао се - "1805. година". Још један од наслова био је и „Све је добро, што се добро сврши“.

## Порекло
Толстој је првобитно желео да напише роман о Децембарској побуни. Ипак, његово истраживање ради одређивања узрока довела га је уназад све до Наполеонове инвазије на Русију 1812. године, и коначно до историје целог рата. Ипак, у првом епилогу се показују тенденције да ће Пјер Безухов и син кнеза Андреје, Николај, постати чланови Декабриста.

## Језик
Иако је Толстој написао највећи део романа, укључујући и сву нарацију, на руском, неки делови дијалога (укључујући и прву реченицу) написани су на француском. Ово је једва приказивало реалност, с обзиром на то да су сви припадници руског аристократског друштва деветнаестог века знали француски и причали га међу собом радије него руски. Заиста, Толстој и даје једну референцу на ову чињеницу, приказујући одраслог руског аристократу који мора да иде на течајеве руског како би савладао матерњи језик. Још мање реалистично, Французи из романа, укључујући и Наполеона, понекад причају на француском, понекад на руском.

## Контекст
Роман нам приповеда о четири аристократске породице у Русији, са акцентом на Безухове, Болконске и Ростове, и преплитања њихових личних живота са руском историјом у периоду од 1805. до 1813. године, принципијелно са Наполеоновом инвазијом 1812, године. Како догађаји следе, Толстој систематски пориче његовим ликовима било који значајан слободан избор: даља улога историје одређује њихову срећу или трагедију.
Стандардно руско издање је подељено у четири тома (петнаест делова) и два епилога, од којих је један углавном наративан, а други строго тематски. Грубо речено, прва половина романа (прва два тома) баве се искључиво његовим фикционалним ликовима, а други део, као и један од епилога, се састоји од нефикционалних есеја о природи рата, политичкој моћи, историји, и историографији. Толстој је имплементирао ове делове у роману супротно устаљеним нормама фикционалног приповедања. У извесним скраћеним издањима ови есеји су у потпуности избачени, док су у другим издањима, од којих су нека штампана и за Толстојева живота, ти есеји спојени у додатак на крају књиге.

## Преглед радње
Рат и мир садржи велики број ликова, и историјских и фикционалних, Руса и не-Руса, од којих је већина представљена већ у првој књизи. Поље посматрања у књизи је изузетно широко, али се нарација концентрише углавном на пет или шест ликова, чије различите личности и искуства обезбеђују главнину приче, уз њихова узајамна деловања једних на друге, у време Наполеонових ратова.

#### Први том
На почетку прве књиге, на прослави у јулу 1805. коју је организовала Ана Павлова Шерер - почасна сарадница краљице мајке Марије Фјодоровне, упознајемо се са главним породицама у роману. Пјер Безухов је непризнати син имућног сеоског кнеза који убрзо умире од капи, и неочекивано га оставља као јединог наследника његовог великог богатства. Образован у Француској, и означен смрћу своје мајке, Пјер је у суштини добродушан, али друштвено неприлагођен због своје отворене природе, и тешко му је да се уклопи у Петроградско друштво.
Пјеров пријатељ, интелигентни и иронични кнез Андреј Болконски, је супруг шармантне Лизе, и тек почиње да проналази мир у свом брачном животу. Сматрајући петроградско становништво незанимљивим, одлази у помоћ Кутузову пред надолазећи рат са Наполеоном.
Толстој нас тада пребацује у Москву, дневни руски град, као контраст Петрограду. Ту упознајемо породицу Ростов, која ће постати један од водећих елемената у наставку романа. Сазнајемо о московском кнезу Иљи Ростовом, са своје четворо деце, од којих живахна Наталија и старији брат Николај привлаче највише пажње у роману. Млада Наташа, у цвету ране младости, исказује своју незрелу љубав Борису, детињастом али дисциплинованом официру, док је Николај заљубљен у своју старију рођаку Соњу. Најстарије дете у породици Ростов је Вера, која је хладна, али у срећном браку са немачким официром. Пећа је најмлађе дете, и попут свог старијег брата, жели да постане војник упркос годинама. Главе породице су Иља и Наталија Ростов, вољени пар, увек забринути око своје немарне политике према новцу.
У Голим Брдима, где се налази имање Болконских, кнез Андреја оставља своју трудну супругу свом ексцентричном оцу Николају Андрејевичу и веома религиозној сестри, књегињи Марији Болконској, и одлази у рат.
Други део се отвара описима припрема за неизбежни француско-руски рат. На Холабрунском ратишту, Николај Ростов, сада у ескадрону хусара, доживљава своје ватрено крштење на фронту. Среће се са кнезом Андрејом, уз не баш позитивне утиске. Као сви млађи војници, очаран је царом Александром. Ипак, неконтролисано се коцка, у друштву са Денисовим и Долоховим.
За време кратког боравка кући, он налази породицу Ростов пред финансијском пропашћу због лошег управљања приходима. Са Денисовим проводи богату зиму кући, где види Наташино сазревање у девојку. Иако га мајка убеђује да нађе себи жену са добрим финансијским статусом, он одбија, уз жељу да се ожени са својом драгом из детињства, рођаком Соњом.

#### Други том
Ако постоји централни лик у роману Рат и мир, онда је то свакако Пјер Безухов, који се, уз добијено наследство, сада налази пред мукама једног руског племића. Велики део друге књиге нас упознаје са његовим унутрашњим борбама и тежњама да се буде бољи човек. Пошто је сада богати аристократа, његово бахато понашање од раније је заборављено, и он улази у филозофску потрагу својствену за Толстоја: како особа да живи моралан живот у етички несавршеном свету? Ово питање стално тишти Пјера. Његов покушај да помогне својим кметовима пропада. Онда улази у брак са неморалном ћерком кнеза Курагина, Елен, супротно свом расуђивању. Коначно, придружује се и Фримасонима, али касније постаје увучен у масонску политику, и постаје беспомоћан пред супругиним аферама.
Пјер је непрестано контрастиран у односу на кнеза Андреју Болконског, Толстојевог интелигентног и амбициозног алтер-ега. Током Аустерличке битке Андреја је инспирисан славном визијом о предвођењу војске, али бива скоро смртоносно рањен. Пред лицем смрти, он схвата како су све његове претходне амбиције биле бесмислене, и да је његов бивши херој Наполеон, који га и спашава током јахања по бојном пољу, ташт колико и он сам. Након опоравка од повреда у војној болници, Андреја се враћа кући како би га дочекала женина смрт током порођаја, и бива погођен својом грижом савести због тога што се није боље понашао према њој док је још била жива. Опхрван нихилистичким заблудама, кнез Андреја повучено живи на свом имању до Пјерове посете и њихове филозофске расправе: где је Бог у неморалном свету? Пјер покушава да укаже на панетеизам и живот после смрти.
Млада Наташа среће Андреју током свог првог бала, и брзо осваја његову љубав. Они се чак и заручују, али на рок од годину дана. Кад кнез Андреја одлази ради војних обавеза, Елен и њен згодни брат Анатол заједно организују заверу како би завели и обешчастили младу, незрелу и прелепу Наташу. Захваљујући Соњи и Пјеру, овај план пропада, али за Пјера, то је узрок поновног сусретања са Наташом, и схватања да се у њу заљубио. Наташа, посрамљена због тога што је замало заведена, раскида заруке са кнезом Андрејом.

#### Трећи том
Ова књига је обојена изразито ратном тематиком, и фокус је углавном на рату, а не на судбинама јунака, који су делимично скрајнути. И сам Наполеон узима више учешћа као активан лик у овој књизи.
За време Велике Комете, коју Пјер посматра, живот поново почиње за њега, са свежом вером у љубав. Интересантна је сцена у којој он кабалистичком нумерологијом покушава да повеже своје име са Наполеоном, историјом, бројем 666. Најмлађи син Ростових, Пећа, изгара од жеље да постане војник, што га одводи у краћу авантуру у Кремљу.
У међувремену, Николај се изненадно појављује као јунак који помаже ожалошћеној Марији Болконској, која је након смрти оца остављена у немилости својих побуњених кметова са имања. Очаран Маријом, коју први пут види, Николај поново размишља о браку, сматрајући Маријину посвећеност, бригу, али и наслеђе веома привлачним. Ипак, оно што га спречава у прошењу Маријине руке је његово раније обећање рођаци Соњи.
Док се Наполеон пробија кроз Русију, Пјер одлучује да посматра Бородинску битку са добре позиције, међу руским артиљеријским борцима. Након неког времена активног посматрања, и он сам се укључује, практично поставши један од њих. Ту, он коначно из прве руке схвата све ужасе рата, и немилосрдност убијања здравих и младих људи. Битка је дуга и ужасна, али се изненађујуће завршава неочекиван победом Руса, упркос бројчано инфериорној руској војсци; ипак, генерал Кутузов се наоко не окоришћава овом чињеницом, већ се повлачи, допуштајући Наполеону да настави и изврши инвазију на престоницу Москву. Становништво масовно бежи, и настају велики пожари широм града.
Када Наполеонова велика војска окупира напуштену Москву у пламену, Пјер се одлучује на кихотовску мисију атентата на Наполеона. Постаје анонимни човек у свом том хаосу, лишавајући се својих одговорности ношењем кметске одеће и остављајући своје дужности и стил живота. Једина позната особа коју среће у овом периоду је Наташа, која га препознаје, и изненада он схвата колико је воли. Његов план пропада, и он завршава као један од Наполеонових ратних заробљеника, након спашавања једног детета у пожару и напада на француског легионара због насртања на жену.

#### Четврти том
Након што је присуствовао уништавању Москве од стране француских војника, као и стрељању руских цивила, Пјер је осуђен да маршира са Великом Армијом у тешком повлачењу из Москве у ужасним зимским условима. Убрзо се спријатељује са својим сапутником из ћелије, Платоном Каратејевим, ненаметљивим и пријатним кметом. У Каратајеву Петар налази све оно што је желео од људи: поштење и тоталну непретенциозност, за разлику од петроградског друштва, и очигледно припадника радничке класе, са којим проналази смисао животу у простом раду и саживоту са њим. Након месеци обрта и догађаја - и након Каратајевљеве смрти након што га је хировито упуцао један француски војник - Пјер бива ослобођен од стране Руса.
За то време, Андреја, након рањавања у Наполеоновој инвазији, бива збринут од стране Ростових, који су у бегу, поново је сједињен са Наташом и сестром Маријом, негде пред крај рата. Изгубивши сву вољу за животом, и опростивши Наташи, он умире, остављајући сина Николу као сироче. Убрзо, Ростове сустиже и трагедија смрти најмлађег сина Пеће.
Пред сам крај романа, Пјерова супруга Елен умире, и Пјер се поново састаје са Наташом, док Руси победоносно обнављају Москву. Пјер коначно налази љубав, и „ослобођен“ након смрти Елен, узима Наташу за супругу, док се Николајева дилема око избора између Марије и Соње завршава на Марији, након што га је Соња ослободила од обећања које јој је дао. Жени се Маријом, али наставља да обезбеђује Соњу до краја живота. Николај и Марија одлучују да усвоје сина кнеза Андреје, и упркос ситним несугласицама, остају верни једно другом. Постоје назнаке о будућем учешћу Николаја Болконског и Пјера у будућој Децембарској побуни, која је променила историју Русије, али то су тек назнаке и ништа више.

##### Епилози
Први епилог завршава се изјавом Николаја Болконског да ће учинити нешто због чега би његов покојни отац „бити задовољан“ (вероватно као револуционар у Децембарској побуни). Други епилог нам показује Толстојево виђење историје, слободне воље и описа начина на који интеракција две особе може да утиче на човечанство. У дугим делимично историјским, делимично филозофским есејима, он дискутује о питању слободе, као и непотребности власти, коју суптилно напада, због својих јасних анархистичких ставова.

## Толстојево виђење историје
Толстој не пише о историји формираној од стране „великих људи“, и констатацији да је историја прича о јаким личностима које покрећу догађаје и обликују друштво. Он верује да догађаји обликују сами себе, узроковани друштвеним и другим силама, и велики људи их само користе, мењајући их, али не и стварајући их. Као пример, он пореди Кутузова и Наполеона. Наполеон, Велики Човек, је мислио да је он створио Француску револуцију, али пре ће бити да се једноставно задесио у право време. Кутузов је био много скромнији и ефективнији.
Наполеон је веровао да је могао да контролише ток битке слањем одреда, док је Кутузов признавао да је све што је могао да да првобитни план и онда да пусти ток битке. Наполеон би френетично слао своје одреде, док би Кутузов мирно седео, а чак и спавао за време неких битака. Коначно, Наполеон је направио највећу грешку кобном петонедељном окупацијом Москве, уместо да у једној огромној бици уништи руску војску. Уместо тога, његова војска се расула, због недостатка организације правца деловања. Генерал Кутузов је веровао да је време његов најбољи савезник, и тако се и испоставило. Он је повукао своју војску из Москве, оставивши је Французима, уз племство и кметове који су бежећи понели све драгоцености из кућа и са имања. Французи су је имали тек толико да је случајно запале, па затим напусте крајем јесени, да би их у немилосрдном маршу ка Француској дочекала још немилосрднија зима. Коначно, војска је уништена од стране Козака. Толстој примећује да Кутузов није спалио Москву како не би оставио непријатељу ништа корисно, али то није учинио ни Наполеон. То је једноставно била случајност. У граду од дрвета, Наполеон није довољно обратио пажњу на пажљивост са којом су Руси бринули о лампама и пећима, и логично је било да ће француским немаром доћи до пожара, а у недостатку организоване ватрогасне службе, пожари су се проширили.

## Главни ликови у роману
- Пјер Безухов - слободоумни масон, често збуњен и немаран, који је често способан за одлучно делање и показује велику снагу воље у тешким тренуцима. Сматра се као један од два Толстојева алтер ега (други је кнез Андреја)
- Наташа Ростова - Иако је упознајемо као романтичку девојчицу, са временом се њена личност развија, и након проживљених патњи, налази срећу са Пјером.
- Андреј Болконски - цинични и храбри борац у Наполеоновим ратовима, Пјеров пријатељ, и други, недостижни алтер его самог Толстоја
- Николај Ростов - војник кроз велики део романа, на крају се жени Маријом
- Марија Болконска - сестра кнеза Андреје, у борби између својих дубоко религиозних ставова и своје љубави
- Соња Ростова - 'стерилни цвет', како је названа у књизи, усвојеница породице Ростов, и у већем делу романа вереница свог рођака Николаја
- Наполеон Бонапарта - Велики Човек, упропашћен великим брљотинама
- генерал Кутузов - скромни генерал, чија умереност и скромност на крају спашавају Русију од Великог Човека
- цар Александар Павлович - руски цар, потписник мировне повеље са Наполеоном 1807.
- Петја Ростов - 16-годишњи официр, који јуначки гине 1812. године

Многи ликови у роману Рат и мир били су инспирисани људима из Толстојевог живота. Николај Ростов и Марија Болконска су базирани на Толстојевим родитељима, док је Наташа обликована према његовој сестри. Пјер и кнез Андреја подсећају умногоме на Толстоја самог, и многи их сматрају његовим алтер егоима. (У то време било је крајње иновативно имати и једног, а камоли два алтер ега у роману, који су уз то сукобљени по питању ставова, али се допуњују.)
Постоји и велики број мањих ликова, који се буквално појављују само у једном поглављу. Али неки заиста нису тако минорни, попут Платона Каратејева, који има круцијалну улогу у сазревању Пјера Безухова.

## Пријем дела
Након објављивања романа Толстој је постао „правим лавом руске књижевности “ (према Ивану Гончарову) и постигао је велики успех код читалачке публике. О дели је убрзо написано на десетине рецензија и аналитичких есеја, од којих су неки (Дмитрија Писарева, Павла Аненкова, Драгомирова и Страхова) представљало је основу за истраживања потоњих стручњака за Толстојев опус. Ипак, почетни одговор руске штампе на роман је био слаб, а већина критичара није могла да се одлучи како да га класификује. Либерални лист Голос (Глас, 3. април 93. 1865.) је међу првима објавио текст о делу. Анонимни рецензент поставио је питање које су касније поновили многи други: Шта би то уопште могло бити? У који жанр то треба да ставио?.. Где је у делу фикција, а где права историја?"
Писац и критичар Николај Ахшарумов, писао је у Vsemirny Trud (#6, 1867) да Рат и мир није „ни хроника, ни историјски роман“, већ спајање жанрова, при чему двосмисленост никада не поткопава огромну вредност. Аненков, који је такође хвалио роман, био је подједнако неодређен када је покушавао да га класификује. „Културна историја једног великог дела нашег друштва, његова политичка и друштвена панорама на почетку овог века“, је жанровска класификација коју је сугерирао. „То је [друштвени] еп, историјски роман и огромна слика живота целе нације“, написао је Иван Тургењев у покушају да дефинише Рат и мир у предговору за превод на француски „Два хусара“ (објављен у Парзу,  Le Temps 1875. године).
Левичари су коментарисали дело са резервом. Видели су га као лишеног друштвене критике, и одушевљеног идејом националног јединства. Они су његову главну грешку видели у „неспособности аутора да у свом роману прикаже нову врсту револуционарне интелигенције“, како је то рекао критичар Варфоломеј Зајцев Чланци Д. Минајева, Василија Берви-Флеровског и Н. Шелгунова у Delo часопис је роман окарактерисао као "недостатак реализма а ликове као сурове и грубе. Ипак, Михаил Салтиков-Шедрин, који никада није јавно изнео своје мишљење о роману, у приватном разговору је рекао да је изразио одушевљење „колико је овај гроф јако убоо наше више друштво“. Дмитриј Писарев у недовршеном чланку „Старо руско господство“ ( Staroye barstvo , Otechestvennye Zapiski , #2, 1868), је хвалио Толстојев реализам у портретисању припадника високог друштва, ипак је био незадовољан начином на који је аутор, како га је видео, „идеализовао“ старо племство, изражавајући „несвесну и сасвим природну благост према“ руском племству. На супротном фронту, конзервативна штампа и „патриотски“ аутори (међу њима А. С. Норов и П. А. Вјаземски) оптужују Толстоја да свесно искривљује историју из 1812. године, скрнави „патриотска осећања наших очева“ и изругује дворјанство.
Један од првих свеобухватних чланака о роману написао је Павел Аненков и објављен је у броју 2, у Вестнику Европе, 1868. Критичар је похвалио Толстојев мајсторски приказ човека у рату, задивио се сложености целе композиције, која органски спаја историјске чињенице и фикцију. „Заслепљујућа страна романа“, према Аненкову, била је „природна једноставност којом [аутор] преноси светска дешавања и велике друштвене догађаје до нивоа лика који им сведочи“. На крају је роман оценио „целом епохом у руској фантастици“.
Словенофили су Толстоја прогласили својим богатиром и прогласио су Рат и мир „Библијом нове националне идеје“. Неколико чланака о рату и миру објављено је 1869–70 у часопису Зарја Николаја Страхова. „Рат и мир је дело генија, једнако свему што је раније произвела руска књижевност“, наведено је у првом, мањем есеју. „Сада је сасвим јасно да је од 1868. године, када је објављен „Рат и мир“, сама суштина онога што називамо руском књижевношћу постала сасвим другачија, добила је нови облик и смисао“, наставио је касније критичар. Страхов је био први критичар у Русији који је Толстојев роман прогласио ремек-делом нивоа који је до тада био непознат у руској књижевности. Ипак, као прави словенофил, он није могао да не види роман као промоцију главних словенофилских идеја о „превласти кротког руског карактера над грабљивим европским врстама“ (користећи формулу Аполона Григорјева). Годинама касније,  током1878., расправљајући о Страхововој књизи Свет као целина, Толстој је критиковао концепт „Руска кротост против западне бестијалности“ и Страховљево тумачење истог.
Међу рецензентима су били војни људи и аутори специјализовани за ратну књижевност. Већина је високо оценила вештину и реалистичност опис битака.
За разлику од професионалних књижевних критичара, већина истакнутих руских писаца тог времена свесрдно је подржавала роман. Гончаров, Тургењев, Лесков, Достојевски и Фет, сви су Рат и мир прогласили ремек-делом руске књижевности.
За разлику од професионалних књижевних критичара, већина истакнутих руских писаца тог времена свесрдно је подржавала роман. Гончаров, Тургењев, Лесков, Достојевски и Фет, сви су Рат и мир прогласили ремек-делом руске књижевности. Иван Гончаров у писму Петру Ганзену од 17. јула 1878. саветује га да се определи да преводи књигу на дански, додајући: „Ово је оно што би се могло назвати руском Илијадом. Обухватајући целу епоху, то је грандиозни књижевни догађај, приказујући галерију великана насликаних живахним кистом великог мајстора ... Ово је једно од најдубљих, ако не и најдубље књижевно дело икада“. Године 1879, незадовољан што је Ганзен одабрао да прво преведе Ану Карењину, Гончаров је инсистирао: „Рат и мир је изванредна поема романа, како по садржају тако и по изведби. Она такође служи као споменик славној епохи руске историје, у којој који год лик да узмете то  је колос, статуа у бронзи, чак и споредни ликови [романа] носе све карактеристичне црте руског народа и живота. Он је 1885. изражавао задовољство чињеницом да су Толстојева дела до тада преведена на дански, Гончаров је поново нагласио огромну важност Рата и мира. „Гроф Толстој је заиста изнад свих осталих овде [у Русији]“.
Фјодор Достојевски (у писму Страхову од 30. маја 1871) описао је Рат и мир као „последњу реч властелинске књижевности и приде бриљантно“. У нацрту књиге Сирова омладина описао је Толстоја као „историографа дворјанства„Објективност и реализам дају диван шарм свим сценама, а поред талентованих људи, часних особа и оних на положајима, разоткрива бројне ниткове, безвредне силеџије и будале“. Достојевски је 1876 писао: „Моје снажно уверење је да писац фикције мора имати најдубље знање – не само о поетској страни своје уметности, већ и о стварности којом се бави, у њеном историјском и савременом контексту. Овде [у Русији], колико ја видим, само један писац се у томе истиче, гроф Лав Толстој“.
Афанаси Фет је у писму Толстоју од 1. јануара 1870. изразио своје велико одушевљење романом. „Успели сте да нам до детаља покажете другу, монденску страну живота и објасните колико се органски храни спољашњом, херојском страном живота“, додао је он.
Николај Лесков, тада анонимни рецензент у Birzhevy Vestnik, написао је неколико чланака у којима је високо хвалио Рат и мир, називајући га „најбољим руским историјским романом“ и „поносом савремене књижевности“. Дивећи се реализму и чињеничној истинитости Толстојеве књиге, Лесков је сматрао да аутор заслужује посебну заслугу што је „подигао народни дух на високи пиједестал који је заслужио“.
Иван Тургењев је постепено поново разматрао свој првобитни скептицизам у погледу историјског аспекта романа, као и стила Толстојеве психолошке анализе. У свом чланку из 1880. написаном у облику писма упућеног Едмонду Абоу, уреднику француских новина Le XIXe Siècle, Тургењев је описао Толстоја као „најпопуларнијег руског писца”, а Рат и мир као „једну од најистакнутијих књига нашег доба”. „Ово огромно дело има дух епа, где је живот Русије с почетка нашег века уопште и у појединостима поново створен руком правог мајстора... Начин на који је гроф Толстој водио трактат је иновативан и оригиналан. Ово је велико дело великог писца и у њему је права, права Русија“, написао је Тургењев. У великој мери захваљујући Тургењевљевим напорима, роман је почео да стиче популарност међу европском читалачком публиком. Прво француско издање Рат и мир (1879) омогућило је пут светском успеху Лава Толстоја и његових дела.
Од тада многи светски познати аутори хвале Рат и мир као ремек дело светске књижевности. Гистав Флобер је изразио своје одушевљење у писму Тургењеву из јануара 1880. године, пишући: „Ово је првокласни рад! Какав уметник и какав психолог! Прва два тома су изузетна. Имао сам крикове одушевљења док сам читао. Ово је моћан, веома моћан заиста." Касније је Џон Голсворти назвао Рат и мир „најбољим романом који је икада написан“. Ромен Ролан, сећајући се да је читао роман као студент, написао је: „Ово дело, као и сам живот, нема почетка, нема краја. То је сам живот у свом вечном кретању.“ Томас Ман је сматрао да су Рат и мир „највећи ратни роман у историји књижевности“. Када је Вирџинија Вулф завршила књигу, изјавила је „Остаје највећи од свих романописаца — јер како другачије можемо назвати аутором Рата и мира ?“ Ернест Хемингвеј је признао да је управо од Толстоја узео лекције о томе како „писати о рату на најдиректнији, најискренији, објективни и оштрији начин“. „Не знам никог ко би могао да пише о рату боље од Толстоја“, тврди Хемингвеј у свом делу Људи у рату из 1955. Антологија Најбоље ратне приче свих времена.
Исак Бабел је навео: Толстој нам „даје јединствен спој 'наивне објективности' усменог приповедача са интересовањем за детаље карактеристичне за реализам. То је разлог нашег поверења у његово излагање.

## Породице

### Безухови
- Кирил Владимирович Безухов - Пјеров имућни отац
- Петар (Пјер) Кирилович Безухов - главни протагонист романа
- Елен Курагина (Безухова) - Пјерова прва супруга
- Наташа Ростова (Безухова) - Пјерова друга супруга

### Ростови
- Иља Андрејевич Ростов - глава породице
- Наталија Ростова - његова супруга
- Вера Иљинична Ростова - најстарија ћерка
- Николај Иљич Ростов - старији син
- Наталија (Наташа) Иљинична Ростов - млађа ћерка
- Петар (Пећа) Иљич Ростов - најмлађе дете
- Соња (Софи) - усвојеница, рођака Ростових

### Болконски
- Николај Андрејевич Болконски - отац кнеза Андреје
- Андреја Николајевич Болконски - други главни јунак романа
- Марија Николајевна Болконска - Андрејина сестра
- Лиза - Андрејина покојна супруга, мајка малог Николаја
- Николај Андрејевич Болконски - син кнеза Андреје, који је добио име по деди

### Курагини
- Василије Курагин - глава породице
- Елен Васиљевна Курагина - Пјерова прва супруга, распусница
- Анатол Васиљевич Курагин - блудник који је покушао да заведе Наташу
- Иполит Васиљевич Курагин - други син кнеза Василија
- Аљина Курагина - супруга кнеза Василија

## Филмске, ТВ, позоришне и друге адаптације
- из 1915. године, руска адаптација (Владимир Гардин)
- Истоимена опера из 40их, коју је компоновао Сергеј Прокофјев
- Прва позоришна адаптација, 1942, Алфред Њуман и Ервин Пискатор
- Друга позоришна адаптација, 1947. Ф. Камеј (Јапан)
- „Рат и мир“, 208-минутни холивудски филм из 1956, у коме су глумили Одри Хепберн као Наташа и Хенри Фонда као Пјер.
- „Рат и мир“, руска четвороделна филмска адаптација из 1967. године. Филм је запажен по свом седмочасовном трајању. Освојио је и Оскара као најбољи страни филм.[24]
- 1970. радио-станица WBAI је емитовала целокупни роман, уз многе познате личности и обичне људе као глумце.
- „Рат и мир“, BBC-јева кратка ТВ серија
- Нова позоришна адаптација, из 1996, Лондон
- , француска ТВ адаптација из 2000. године
- „Рат и мир“ (2007), адаптација у виду серије, снимана у Русији, Пољској, Француској, Немачкој и Италији.
- „Рат и мир“ (2016), британско-америчка мини-серија у шест епизода у продукцији Би-Би-Си-ја